# Tochilea
Tochilea es una localidad rumana de la comuna de Răchitoasa, en el condado de Bacău.

## Toponimia
El nombre del lugar puede encontrarse escrito con las grafías Tochile y Tochilea.

## Historia
Hacia finales del siglo XIX, la localidad, que por entonces pertenecía al antiguo condado de Tecuci, formaba parte de la antigua comuna de Burdusaci y tenía contabilizada una población de 136 habitantes.
En la segunda mitad del siglo XX había pasado a formar parte de la comuna de Răchitoasa, en el condado de Bacău. En el censo de 2021 la localidad tenía una población de 167 habitantes.